# 549 TCN
549 TCN là một năm trong lịch La Mã.